# K.Will
Kim Hyung Soo (Hangul:김형수; * 30. prosince 1981 Kwangdžu), více známý pod pódiovým jménem K.Will (케이윌), je jihokorejský baladový zpěvák, vokální kouč, tanečník, skladatel, textař a herec.
K.Will se stal v Jižní Koreji známým díky svému singlu s názvem Dream, který patří do soundtracku dramatu A Love To Kill, vydaného v roce 2006. Po roce od vydání singlu a 5 letech tréninku a hlasového koučování vydal v roce 2007 své první album Left Heart. V prosinci 2008 vydal album Love 119, následovalo další album v dubnu 2009 s názvem Dropping the Tears a další album v listopadu 2009 pod názvem Miss, Miss and Miss.